# خورخي كاربيو نيكول
خورخي كاربيو نيكول هو صحفي ودبلوماسي وسياسي غواتيمالي، ولد في 24 أكتوبر 1932 في مدينة غواتيمالا في غواتيمالا، وتوفي في 3 يوليو 1993 في Chichicastenango ‏ في غواتيمالا.